# 大叶蒲葵
大叶蒲葵（学名：Livistona saribus）为棕榈科蒲葵属下的一个种。

## 扩展阅读
- 維基物種上的相關：大叶蒲葵